# ديفيد تشوي
ديفيد تشوي (بالإنجليزية: David Choi)‏ (هانغل: 데이비드 최) هو يوتيوبي وعازف قيثارة ومغن مؤلف ومغني وموسيقي أمريكي وكوري الجنوبي، ولد في 22 مارس 1986 في غاردين غروفي في الولايات المتحدة.

## وصلات خارجية
- الموقع الرسمي
- ديفيد تشوي على موقع ميوزك برينز (الإنجليزية)
- ديفيد تشوي على موقع ديسكوغز (الإنجليزية)